# J. W. ロビンソン
J. W. ロビンソン（英語: J. W. Robinson Co. / Robinson's）は、かつて存在した米国のデパートチェーン。
ロサンゼルスに本社を置き、カリフォルニア州南部とアリゾナ州に店舗を展開していた。

## 沿革
1958年に創業し、ファミリー層を中心とした顧客から支持されたが、郊外店との競争の激化などで業績が悪化し、1981年に事業を廃止した。